# Steve Wooddin
Steve Wooddin (16 de enero de 1955 en Birkenhead) es un exfutbolista británico naturalizado neozelandés. Se destacó con la camiseta de los All Whites, siendo parte de la histórica clasificación a la Copa Mundial de España 1982, en la que Nueva Zelanda logró grandes resultados como el 5-0 ante Arabia Saudita.

## Carrera
Debutó en 1974 en el Tranmere Rovers, pero solo jugó una temporada allí y terminó recalando en el Dunedin Technical en 1976. Tuvo una exitosa carrera en dicho club y también grandes pasos por el South Melbourne, el Christchurch Technical y el Christchurch United.

### Clubes
| Club                   | País          | Año         |
| ---------------------- | ------------- | ----------- |
| Tranmere Rovers        | Inglaterra    | 1974 - 1975 |
| Dunedin Technical      | Nueva Zelanda | 1976 - 1980 |
| South Melbourne        | Australia     | 1980 - 1983 |
| Christchurch United    | Nueva Zelanda | 1983 - 1985 |
| Christchurch Technical | Nueva Zelanda | 1985 - 1989 |

### Selección nacional
Jugó 24 partidos y convirtió 11 goles representando a la selección neozelandesa. Jugó la Copa del Mundo 1982, en la que convirtió un gol.